# Limbi indo-ariene
Limbile indo-ariene sau limbile indice reprezintă familia dominantă de limbi din partea nordică a subcontinetului Indian. Acestea constituie o ramură a familiei limbilor indo-iraniene, care fac parte din familia limbilor indo-europene. Vorbitorii de limbi indo-ariene formează aproximativ o jumătate din totalitatea vorbitorilor de limbi indo-europene (cam 1,5 din 3 miliarde). La începutul secolului al XXI, aproximativ 800 de milioane de persoane vorbeau limbi indo-ariene, majoritar în India, Nepal, Pakistan, Bangladesh și Sri Lanka.

## Istorie, geografie
Perioada veche a limbilor indo-arine este reprezentată de limba sanscrită, iar cea medie (circa 600 i.Hr- 1000 d.Hr) de dialectele prakrit, inclusiv pali. Idiomurile vorbite în prezent reprezintă, în bună măsură, un continuum dialectal întins pe un spațiu geografic unitar, astfel, încât demarcațiile dintre limbi și dialecte sunt întrucâtva artcificiale. Situația este complicată de distincțiile, concurente între ele identificate de vorbitorii nativi (confom recensămintelor), limbile supraregionale, precum și limbile literare moderne hindi și urdu, și clasificările făcute de lingviști, mai ales de George Abraham Grierson .

## Limbi regionale importante
În nordul câmpiei indiene cele mai importante limbi regionale sunt:
- haryanvi
- kauravi
- braj
- awadhi
- chhattisgarhi
- bhojpuri
- magahi
- maithili

În statul Rajastan se vorbesc:
- marwari
- dhundhari
- harauti
- malvi

În statul Himachal Pradesh , la poalele munților Himalaya,  se vorbesc limbile pahari, descrise de Grierson
În jurul zonei  